# Делхај (Ајова)
Делхај (енгл. Delhi) град је у америчкој савезној држави Ајова. По попису становништва из 2010. у њему је живело 460 становника.

## Демографија
Према попису становништва из 2010. у граду је живело 460 становника, што је 2 (0,4%) становника више него 2000. године.
| Група             | 2000.       | 2010.       |
| Белци             | 456 (99,6%) | 453 (98,5%) |
| Афроамериканци    | 0 (0,0%)    | 0 (0,0%)    |
| Азијати           | 1 (0,2%)    | 0 (0,0%)    |
| Хиспаноамериканци | 1 (0,2%)    | 3 (0,7%)    |
| Укупно            | 458         | 460         |